# Aeroportul Municipal Millinocket
Aeroportul Municipal Millinocket (IATA: MLT, ICAO: KMLT, FAA LID: MLT) este un aeroport din Maine, Statele Unite ale Americii ce deservește zona Millinocket⁠(d). Aeroportul a fost tranzitat în 2019 de 2 pasageri. A fost numit după zona deservită.
Situat la o altitudine de 124 m, aeroportul dispune de 2 piste.

## Infrastructură

### Piste
Aeroportul dispune de 2 piste. Pista 11/29 are suprafața de asfalt și dimensiunile 4.713 picioare × 99 picioare. Pista 16/34 are suprafața de asfalt și dimensiunile 4.000 picioare × 100 picioare. 